# Рамчанд із Пакистану
«Рамчанд із Пакистану» (урду رام چند پاکستانی) — пакистанський драматичний фільм мовою урду 2008 року режисера Мегріна Джаббара й продюсера Джаведа Джаббара.
Головні ролі у фільмі виконали Нандіта Дас, Рашид Фарукі, Саїд Фазель Хусейн, Марія Васті та Номан Іджаз. Фільм заснований на реальній історії хлопчика, який випадково перетинає кордон між Пакистаном та Індією, і подальших випробуваннях, через які доводиться пройти його родині. Фільм «Рамчанд із Пакистану» також вийшов у прокат в Індії.

## Сюжет
Сім'я семирічного Рамчанда живе в пакистанському селі недалеко від кордону з Індією. Вони сповідують індуїзм і належать до касти недоторканних.
Одного разу в червні 2002 року, під час чергового загострення індійсько-пакистанських відносин, після сварки з матір'ю через чашку чаю Рамчанд перетнув кордон, де був затриманий прикордонниками. Там же був затриманий і його батько, який вирушив на пошуки сина. Батька жорстоко допитують, а потім їх відправляють до в'язниці, де вони проводять п'ять років. Навчання Рамчанда доручають Камілі, поліціянтці, але та доручає йому прибирання приміщень.
Весь цей час мати Рамчанда не отримує від них жодних звісток. Вона намагається відбиватися від жителів свого села, намагається покінчити життя самогубством, йде в рабство, щоб відпрацювати борги сім'ї. Вона закохується в знайомого торговця, який допомагав їй протягом довгого часу, але кастові перепони виявилися сильнішими.
Рамчанда випускають із в'язниці під час чергового великого обміну ув'язненими між Пакистаном та Індією. Він повертається в рідне село до матері.

## Акторський склад
- Нандіта Дас — Чампа
- Саїд Фазал Хусейн — молодший Рамчанд[2]
- Наваїд Джаббар — старший Рамчанд[2]
- Рашид Фарукі — Шанкар[2]
- Марія Васті — Камла[2]
- Нуман Іджаз — Абдулла[2]
- Аднан Шах — Шарма
- Адарш Аяз — Моті
- Фарук Паріо — Суреш
- Шахуд Алві — Асіф Хуссейн
- Жалай Сархаді — Лакшма
- Атіф Бадар — Лалу
- Салім Майрадж — Вішеш
- Саїф-і-Хасан — Мурад
- Тахіірз — ВКС
- Рао Салім — слідчий
- Карім Бакс Белудж — Белудж
- Майстер Якуб — Баба Ґул
- Хасан Ніазі — Діпак
- Казім Раза — професор
- Мухаммад Рафік — бенгалець
- Саджид Шах — інспектор
- Ікбал Мотілані — Маулві
- Аніс Чачар — капітан Салім

## Кінопокази за кордоном
Цей фільм шість разів показували в Музеї сучасного мистецтва в Нью-Йорку у 2010 році.

## Саундтрек
Саундтрек написаний Дебоджоті Мішра і включає наступні пісні:
| #  | Назва                    | Тривалість |
| -- | ------------------------ | ---------- |
| 1. | «Teri Meri Preet»        | 5:34       |
| 2. | «Allah Megh De»          | 4:41       |
| 3. | «Phir Wahi Raste»        | 5:52       |
| 4. | «Khari Neem Key Neechay» | 5:24       |
| 5. | «Tarrin Paunda»          | 6:09       |
| 6. | «Meri Maat»              | 4:19       |